# Friedrich Wilhelm Schwarz

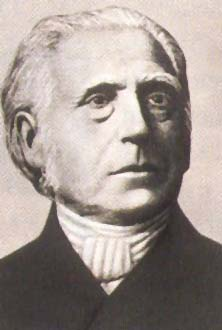
Friedrich Wilhelm Schwarz

Friedrich Wilhelm Schwarz, auch: Schwartz (* 11. April 1815 in Sardschau bei Danzig; † 6. Dezember 1895 in Amsterdam) war der Begründer der „Apostolischen Zending“ und im Folgenden faktisch Mitbegründer der Neuapostolischen Kirche.

## Leben
F. W. Schwarz entstammte einer Bauernfamilie, lernte aber das Schneiderhandwerk. Er fühlte die Berufung zum Missionar und ging deshalb nach Berlin, wo er mit den katholisch-apostolischen Gemeinden in Kontakt kam. Apostel Carlyle ordinierte ihn 1850 zum Priester. Apostel Francis Valentine Woodhouse weihte ihn später zum Engel (= Bischof). Er war Leiter der Hamburger Gemeinde im Ältestenamt und damit dem Berliner Engel Rothe unterstellt (der eine Position vergleichbar mit der eines Erzbischofes der katholisch-apostolischen Gemeinden in Norddeutschland innehatte). Die Hamburger Gemeinde wuchs unter Führung von Schwarz von 20 auf 150 Mitglieder an.
Schon recht früh war Schwarz der Meinung, das „Apostelamt der Endzeit“ müsse über den Tod der englischen Apostel hinaus fortgeführt werden. Daher nahm er engen Kontakt zu Heinrich Geyer, dem Propheten für Norddeutschland, auf. Dieser berichtete ihm, dass er weitere Apostel gerufen hätte, diese aber von den Aposteln nicht angenommen worden seien. Es kam zu Spannungen innerhalb der katholisch-apostolischen Gemeinden, woraufhin Geyer im Dezember 1862 suspendiert wurde. Schwarz versuchte zu vermitteln, ergriff dann die Initiative und lud Geyer und den gerufenen Apostel Rosochacky nach Hamburg ein. Am 4. Januar 1863 nahm er öffentlich vor der Hamburger Gemeinde Rosochacky als Apostel an und legte sein Amt unter dem Engel Rothe nieder. Der größte Teil der Gemeinde stellte sich hinter ihn. Es kam zu einem Kirchenausschlussverfahren gegen Geyer und Schwarz. Am 27. Januar 1863 wurden sie von ihren Ämtern enthoben und ausgeschlossen. Alle Schlichtungsversuche scheiterten.
Die Hamburger Gemeinde ging ihren eigenen Weg und nannte sich später Allgemeine christliche apostolische Mission. Gegen alle katholisch-apostolische Traditionen wurde in Abwesenheit des Propheten Geyer im Frühjahr 1863 der Priester Carl Wilhelm Louis Preuß durch einen Diakon zum Apostel gerufen. Am 25. Mai 1863 erfolgte dann die Rufung von F.W. Schwarz als Apostel durch Geyer.
Im September 1863 wurde ihm durch Weissagung die Niederlande als Arbeitsgebiet zugewiesen. Er siedelte sehr schnell dahin über und begann unter schwierigen Bedingungen. Unterstützung erhielt er von drei Sendungsevangelisten, unter ihnen auch Franz Hübner, welche schon im Frühjahr 1863 nach Niederlande gekommen waren. Seine Arbeit führte dort zur „Apostolischen Zending“. Es gab nur noch sehr lockere Kontakte zu Geyer und der Hamburger Gemeinde.
Durch die Gewinnung des reformierten westfälischen Priesters Wilhelm Menkhoff wurde die apostolische Zending nach Westdeutschland getragen. Menkhoff überzeugte Schwarz auch, die reiche katholisch-apostolischen Liturgie und Ordnung durch weit schlichtere Gottesdienstformen zu ersetzen. Ein weiterer Bruch mit der Vergangenheit war die Einführung der Kinderversiegelung und die Spendung der Sakramente für Verstorbene.
Schwarz konnte in den Niederlanden relativ autonom arbeiten, während in Deutschland mehrere apostolische Gruppen (Geyer, Menkhoff und die katholisch-apostolischen Gemeinden) tätig waren. 1879 kam es in Braunschweig zu einer folgenschweren Versammlung unter der Leitung von Apostel Schwarz. Die von Geyer für Hessen und Schlesien gerufenen Apostel Hohl und Bösecke waren auch anwesend. Es ging um die Frage, ob die Apostelrufung von Johann Friedrich Güldner durch den Propheten Geyer als gültig anerkannt werden sollte. Die Berufung wurde durch Schwarz verworfen, was von der Geyer-Fraktion nicht akzeptiert wurde.
Damit kam es am 4. August 1878 zur Trennung der apostolischen Bewegung in einen Teil unter der Leitung des Propheten Geyer und des Apostels Güldner sowie in einen unter den Aposteln Schwarz und Menkhoff. Dies kann als Geburtsstunde der Neuapostolischen Kirche angesehen werden.
Schwarz fungierte unter den Aposteln als „Pfeilerapostel“, ohne dass diese Bezeichnung je formell angewandt worden wäre. Erst nach seinem Tod im Jahre 1895 wurde das Kollegialitätsprinzip von Friedrich Krebs aufgegeben, der damit das neuapostolische Stammapostelamt schuf.